# Škoda Beta
Beta byl projekt lehkého dvoumístného užitkového automobilu s nosností 600 kg, montovaného v závodě Škoda Elcar Ejpovice v letech 1995–1996. Byl předchůdcem automobilu Tatra Beta.   

## Historie
První elektrický prototyp vznikl již v roce 1993 v Ejpovicích pod vedením Ing. K. Kleinmonda.   
Vozidlo, původně navržené jako elektromobil s pohonem na akumulátory NiCd, bylo vyvinuto začátkem 90. let 20. století ve firmě Škoda Elcar Ejpovice ve spolupráci s LIAZ Jablonec a Tatra Kopřivnice. Pro předpokládanou sériovou produkci byl založen společný podnik Škoda Tatra s. r. o. se sídlem v Příboře, Místecká 1111. 
Zprvu bylo náplní ejpovické Škody Elcar přestavování Favoritů na elektromobily Eltra, ovšem se skoupením Škody Automobilové koncernem Volkswagen přestala být boleslavskou Škodou tato montáž podporována. Jedním z důvodu byla i výroba Golfu Citystromer. Ejpovičtí tudíž zpočátku předpokládali, že Bety nahradí Škodu Eltra 151 Pick-Up, což se od roku 1993 také stalo.  
Zajímavostí je, že Beta nesměla nést jméno Škoda, protože to je od roku 1991 registrovaná značka Škody Auto a. s. 
Lehká karoserie z ocelového rámu a sklolaminátového skinu dává tušit, že Beta byla koncipována jako elektromobil - žádná maska chladiče, malý motorový prostor, lehká konstrukce. Původní elektromobily měly dojezd až 120 km a trakční akumulátory byly umístěny pod podlahou nákladového prostoru. Velké množství dílů je shodných s vozy Škoda Favorit, Škoda Forman a Škoda Pick-Up. 
Výrobu převzala z Ejpovic nově založená společnost Škoda Tatra s.r.o., ve které měla Škoda Truck, známá svým tahačem Xena, podíl 60 % a Tatra 40 %.
V roce 1996 se Beta oficiálně představila při výstavě Autoshow Praha '96 a od roku 1997 se měla rozjet výroba v moravském Příboře naplno. Počítalo se zatím jak s verzí s útrobami Hyundai (Tatra Beta), tak s Favoritovou verzí. Ředitel společnosti L. Soudek se prý za zpěvu H. Vondráčkové směle rozhlašoval, že do konce roku 1996 bude vyrobeno přes 500 ks. V Příboře bylo vyrobeno jenom několik kusů a další v Ejpovicích, kde dále probíhal vývoj elektromobilů, prototypů s netypickými nástavbami a opravy či výměny karosérií. 
Všech zhruba 100 vozů Škoda Beta bylo vyrobeno jako součást ověřovací série, proto se na ně nevztahovala některá nařízení. 

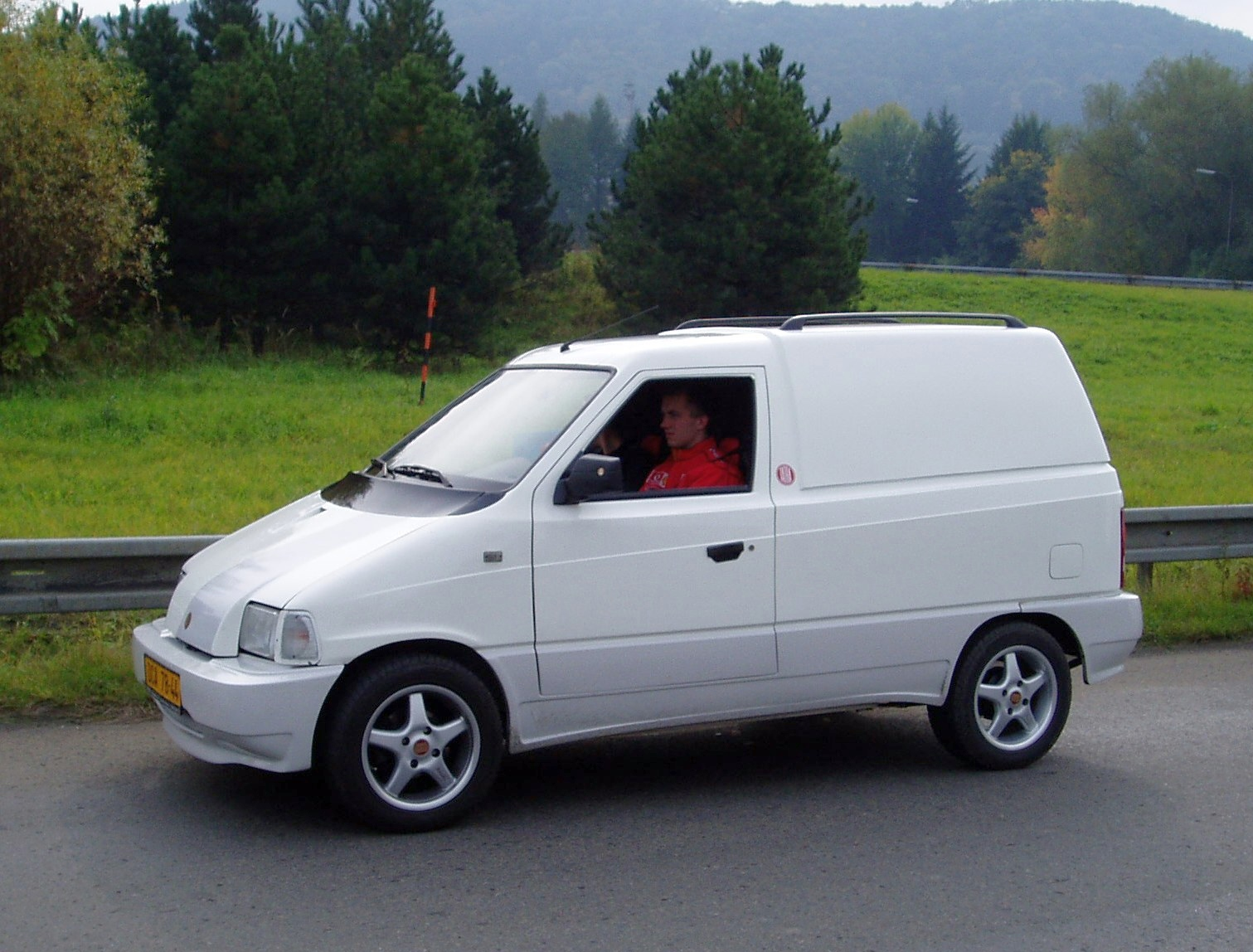
Pozdější Tatra Beta výrobního čísla 000048.

## Technické údaje

### Společné údaje obou verzí
- Třídveřový malý dvojmístný dodávkový automobil s příhradovým skeletem z ocelových profilů a laminátovou karosérií.

- Přední náprava McPherson se spodními trojúhelníkovými rameny a tlumičové jednotky s vinutými pružinami, torzní stabilizátor

- Zadní náprava u verze Škoda – Škoda Favorit s teleskopickými tlumiči

- Řízení hřebenové s bezpečnostním kloubovým hřídelem volantu

- Délka 3890, šířka 1660, výška (při pohotovostní hmotnosti) 1740, rozvor 2465, rozchod kol (přední/zadní) 1420/1380

- Obj. nákl. prostoru / ložná plocha délka-šířka 2250

- Pohotovostní hmotnost 970 kg

- Celková hmotnost 1570 kg

- Užitečné zatížení 600 kg

### „Škoda" Beta EL
- Motor: třífázový asynchronní s oddělenými výstupy 40 kW max. (Škoda Plzeň)

- Převod: 1 trvalý + zpátečka pákou s kontaktem na elektronickou změnu otáčení motoru nebo manuální převodovka ze Škody Favorit.

- Baterie: s občasnou údržbou, NiCd 30 kusů po 6 V 100 Ah (Saft); byly zkoušeny různé druhy baterií

- Regulace: frekvenční PWM přes AC měnič (elektropřístroj)

- Max. rychlost: 100 km/h, max. dojezd: 70 - 120 km podle verze

Vyrobeno bylo několik málo prototypů s různou elektrovýzbrojí a bateriemi.  
Není jisté, kolik se dochovalo elektrických Bet a kolik jich bylo celkem vyrobeno.   
Verze, které měly být sériově vyráběné:  
- Beta EL 126, baterie 126 V, dojezdu 70 km na jedno nabití, s užitečným zatížením 420 kg
- Beta EL 144, baterie 144 V, dojezdu 85 km a užitečným zatížením 390 kg
- Beta EL 162, baterie 166 V, dojezdu 100 km a užitečným zatížení 350 kg
- Beta EL 180, baterie 180 V, dojezdu 115 km a užitečným zatížení 310 kg

Většinou měly žlutou či bílou barvu.
Jeden elektromobil Beta CL 126 je vystavován v muzeu socialistických vozů v Železném Brodě.

### „Škoda" Beta CL 1,3
Motor: Škoda 781.135B, 1 289 cm³, 40 kW
Převodovka: manuální, 5 stupňů + zpátečka
Palivo: benzín motorový 95, spotřeba Ø 9 l/100 km
Barvy: Bílá RAL 9002, červená RAL 3020, modrá RAL 5012, žlutá RAL 1018. Několik Bet bylo vyrobeno i v barvě slonová kost a světle zelené. Vůz výrobního čísla 000038 byl přelakován na metalickou zelenou.
První desítka Bet s díly Favorit byla vyrobena s hnědým interiérem, ostatní s černým. 
Do výrobního čísla 35 byly Bety montovány s vyšším zadním nárazníkem v rovině boční linie (vyšší než později vyrobené).